# Weinbau im Vereinigten Königreich

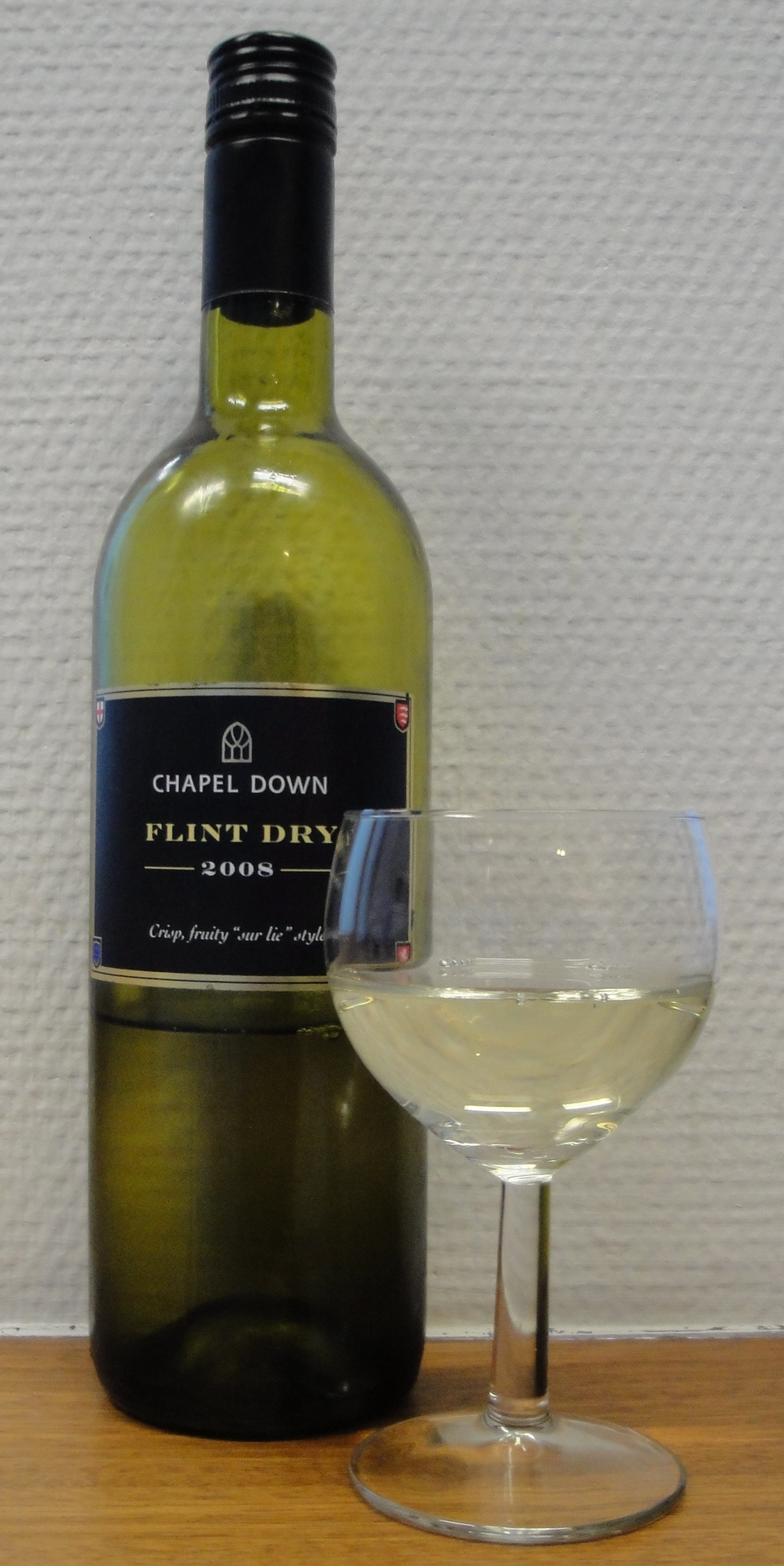
Ein englischer Wein aus Kent

Britischer Wein wird in Südengland und in Südwales in kleinen Mengen erzeugt. Der Weinbau wurde vor allem durch die wärmeren Sommer der letzten Jahre begünstigt. Es kann damit gerechnet werden, dass die Weinanbauflächen durch die Folgen der globalen Erwärmung für den Weinbau in dieser klimatischen Grenzregion in Zukunft noch erweitert werden könnten. Die Zahlen des Weinbauverbands Wines of Great Britain weisen 2022 ungefähr 800 Weingärten aus. Die Rebfläche in Großbritannien hat sich bis 2022 mit einer Gesamtfläche von ca. 3758 Hektar innerhalb von acht Jahren verdoppelt.
Britischer Wein deckt etwa ein Prozent des Hausbedarfs im Vereinigten Königreich. Durch den EU-Austritt des Vereinigten Königreichs entfällt die Genehmigungspflicht für die Neuanlage von Weinbergen. Deshalb ist eine großflächige Ausweitung der Rebflächen infolge Deregulierung denkbar.

## Geschichte
Bereits die Römer bauten im Süden ihrer Provinz Britannien Wein an, nordwärts bis in später so genannten Landschaften Northamptonshire und Lincolnshire. Noch weiter nördlich allerdings erwiesen sich selbst die damaligen Wetterbedingungen als zu kalt und zu feucht. Erfolgreich wurde der Weinanbau mit vierzig Weinbergen bis zur Zeit der Normannen fortgeführt, wie im Domesday Book erwähnt wird. Im Mittelalter war der britische Markt größter Kunde süßer Weine wie Sherry, Portwein und Madeirawein aus Deutschland, Spanien, Italien, Portugal und Frankreich.

## Im 20. Jahrhundert
In den 1970er Jahren wurde der Weinanbau aufgrund der globalen Erwärmung, die viele Teile von Sussex, Kent, Essex, Suffolk und Cambridgeshire trocken und warm genug gemacht hat, um Wein von guter Qualität herzustellen, von Neuem begonnen. Die ersten britischen Weine wurden, beeinflusst durch die süßen deutschen Weine wie Liebfrauenmilch und Hock, in den siebziger Jahren sehr populär und waren einfach gemischte Weißweine und süße Rotweine, die cream wine (creams) genannt wurden. Der größte Weinbau in England wird von Denbies Wine Estate in Surrey betrieben. Der Betrieb besitzt 265 Acres (107 ha) Weinanbaufläche und ein Besucherzentrum, das ganzjährig geöffnet ist.
Der britische Weinanbau nahm in den 1990er Jahren zu, als Wein aus eher untypischen Anbaugebieten wie z. B. Australien, Chile, Argentinien, Neuseeland und Südafrika immer beliebter wurde und britische Kunden immer mehr Wein akzeptierten, der nicht aus den traditionellen Weinanbaugebieten stammte. Die britische Weinindustrie machte es den neuen Weinbaugebieten nach und stellte gute Qualitätsweine wie Chardonnay und Pinot Noir her.
Der Weinanbau hat sich auch in die Midlands und nach Nordengland ausgebreitet, wo in Yorkshire und Lancashire je ein Weinberg existiert.

## Etikettenvorschriften
Bislang werden im Vereinigten Königreich die Vorschriften zur Etikettierung von Wein im Vergleich zum restlichen Europa weniger streng ausgelegt. Die meisten Erzeuger haben lediglich die Rebsorte, den Jahrgang, die Lage, die Menge und den Alkoholgehalt angegeben. Diesbezüglich Anpassungen an das übrige Europa zeichnen sich neuerdings ab.

## Rebsorten
Insgesamt findet man Anpflanzungen mit den Rebsorten Auxerrois, Bacchus, Cascade, Chardonnay, Dunkelfelder, Ehrenfelser, Elbling, Faber, Huxelrebe, Kernling, Léon Millot, Madeleine Angevine, Merlot, Müller-Thurgau, Optima, Ortega, Pinot blanc, Pinot noir, Phoenix, Regent, Reichensteiner, Riesling, Rondo, Roter Elbling, Scheurebe, Schönburger, Schwarzriesling, Seyval Blanc und Triomphe d’Alsace.
Aufgrund des kühlen Weinbauklimas fällt der Anteil von darauf abgestimmten Neuzüchtungen sehr hoch aus.